# Ulle Hees

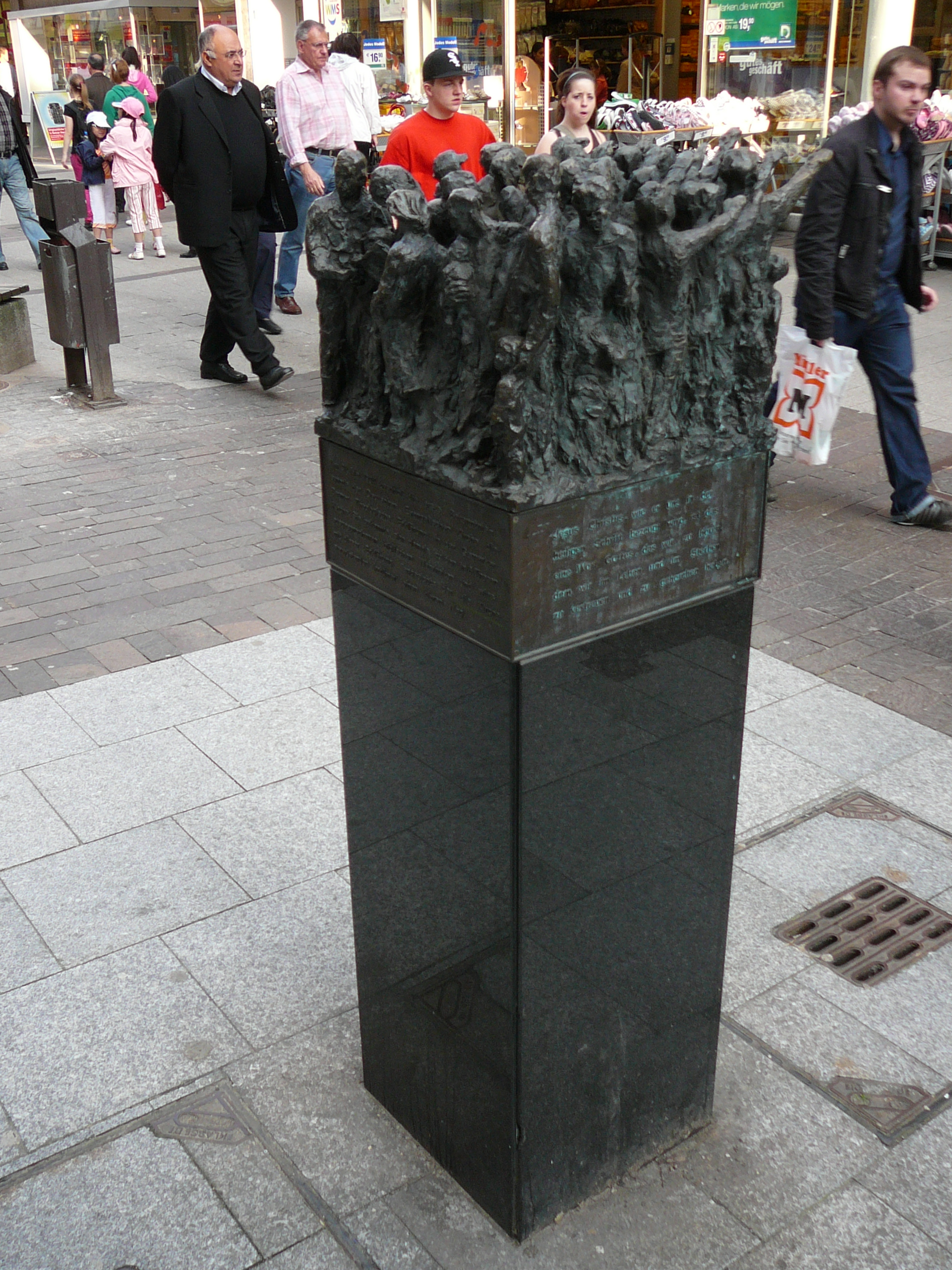
Ja-Sager und Nein-Sager

Ulle Hees (* 19. März 1941 in Wuppertal; † 9. Juli 2012 ebenda) war eine deutsche Bildhauerin und bildende Künstlerin.

## Leben
Hees wuchs in Vohwinkel auf und studierte Bildhauerei an der Werkkunstschule Wuppertal am Haspel bei Kurt Schwippert. 1958 ging sie an die Akademie der Bildenden Künste nach München, unter anderen zu Josef Henselmann, und 1961 für drei Jahre weiter nach Rom an die dortige Accademia Nazionale dei Lincei, wo sie auch bei Pericle Fazzini lernte. 1964 kehrte sie in ihre Heimatstadt zurück, in der sie seitdem lebte und arbeitete.
Die Künstlerin machte sich einen Namen insbesondere durch eine Fülle von Skulpturen und Plastiken in der größten Stadt des Bergischen Landes und im näheren Umkreis. Im Zentrum Elberfelds stehen ihre Abbilder der einheimischen Originale Zuckerfritz und Mina Knallenfalls. Im Foyer des Landeskirchenamts der Evangelischen Kirche im Rheinland sowie am Ende einer Sichtachse zur Gemarker Kirche steht auf der belebten Einkaufsstraße Werth in der Mitte Barmens ihre Interpretation der Zeitläufte rund um das Barmer Bekenntnis, die Bronzeplastik Ja-Sager und Nein-Sager. In Hemer stammt von ihr die Stele Aus der Tiefe am Neuen Markt, in Gevelsberg das Mahnmal für die Opfer und Verfolgten des Nationalsozialismus auf dem Rathausvorplatz und in Remscheid-Lüttringhausen der Bandwirkerbrunnen. Eine Pina-Bausch-Skulptur war in Arbeit. Ein Werkeverzeichnis erschien im November 2011.
Über ihr bildhauerisches Schaffen hinaus betätigte sich Ulle Hees, die in der Friedrich-Engels-Allee ein Atelier betrieb, beispielsweise auch als Fotokünstlerin, Lithografin und Kunstpädagogin.
Im Jahr 2000 war Ulle Hees Preisträgerin der Enno und Christa Springmann-Stiftung.

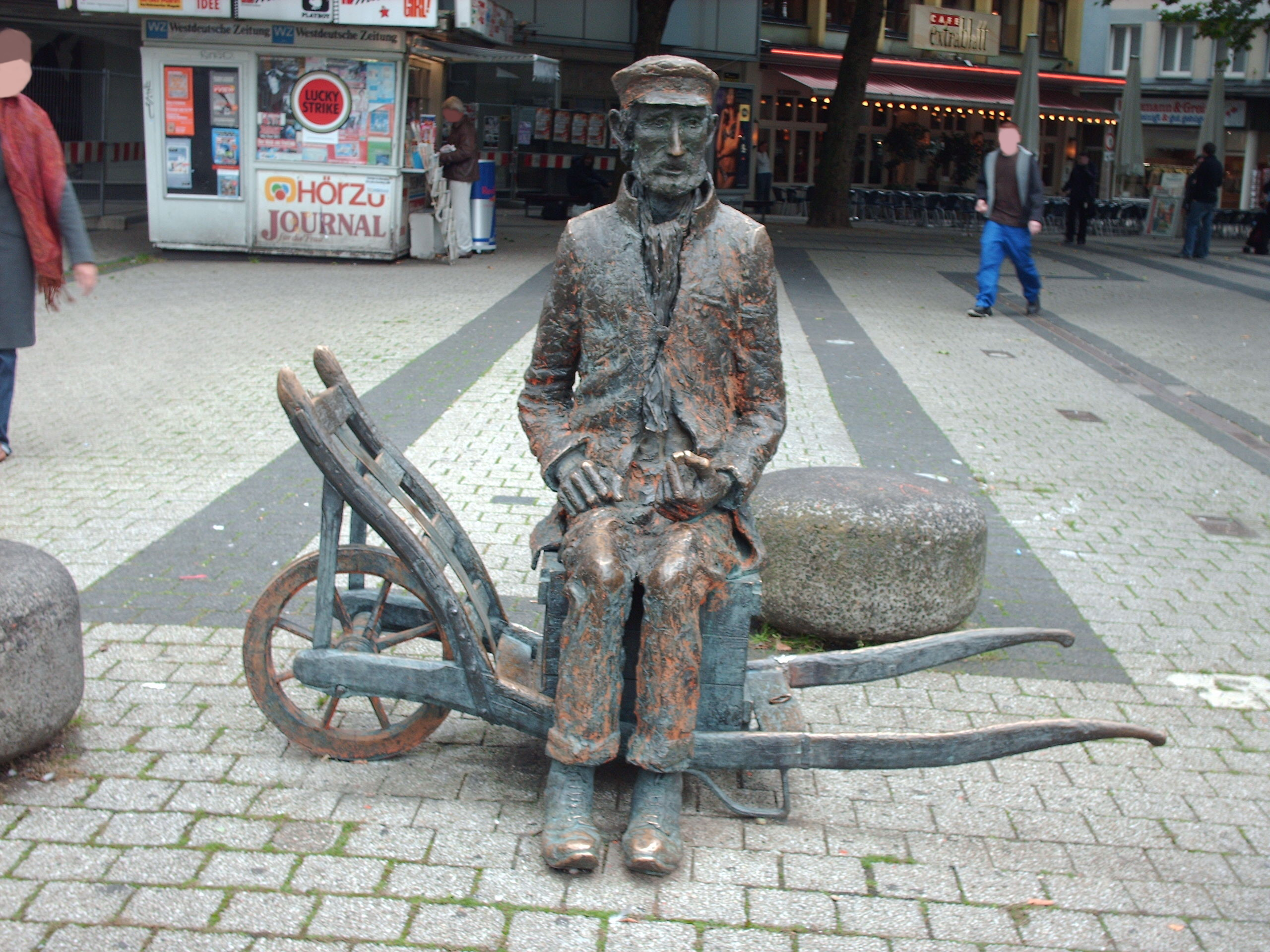
Zuckerfritz
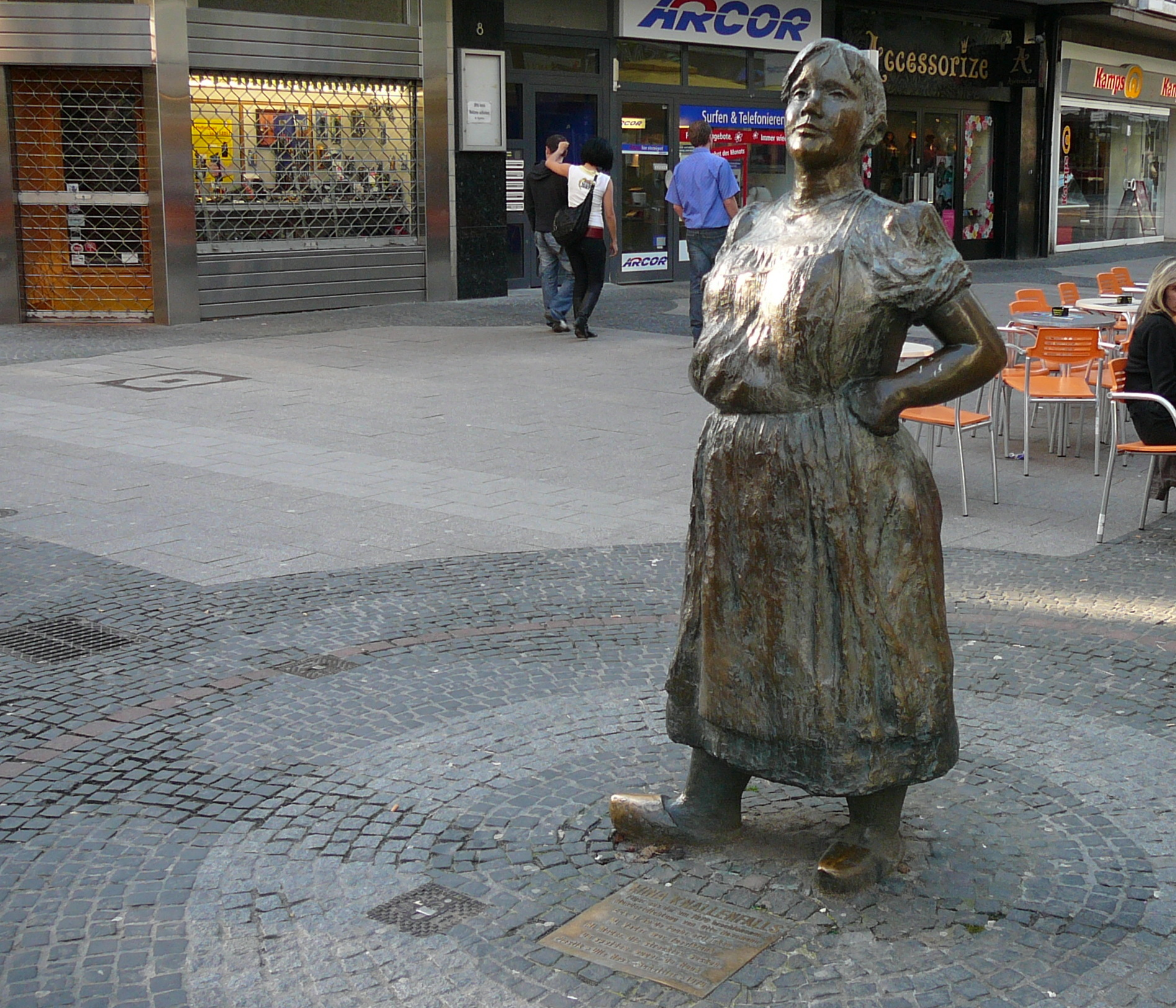
Mina Knallenfalls
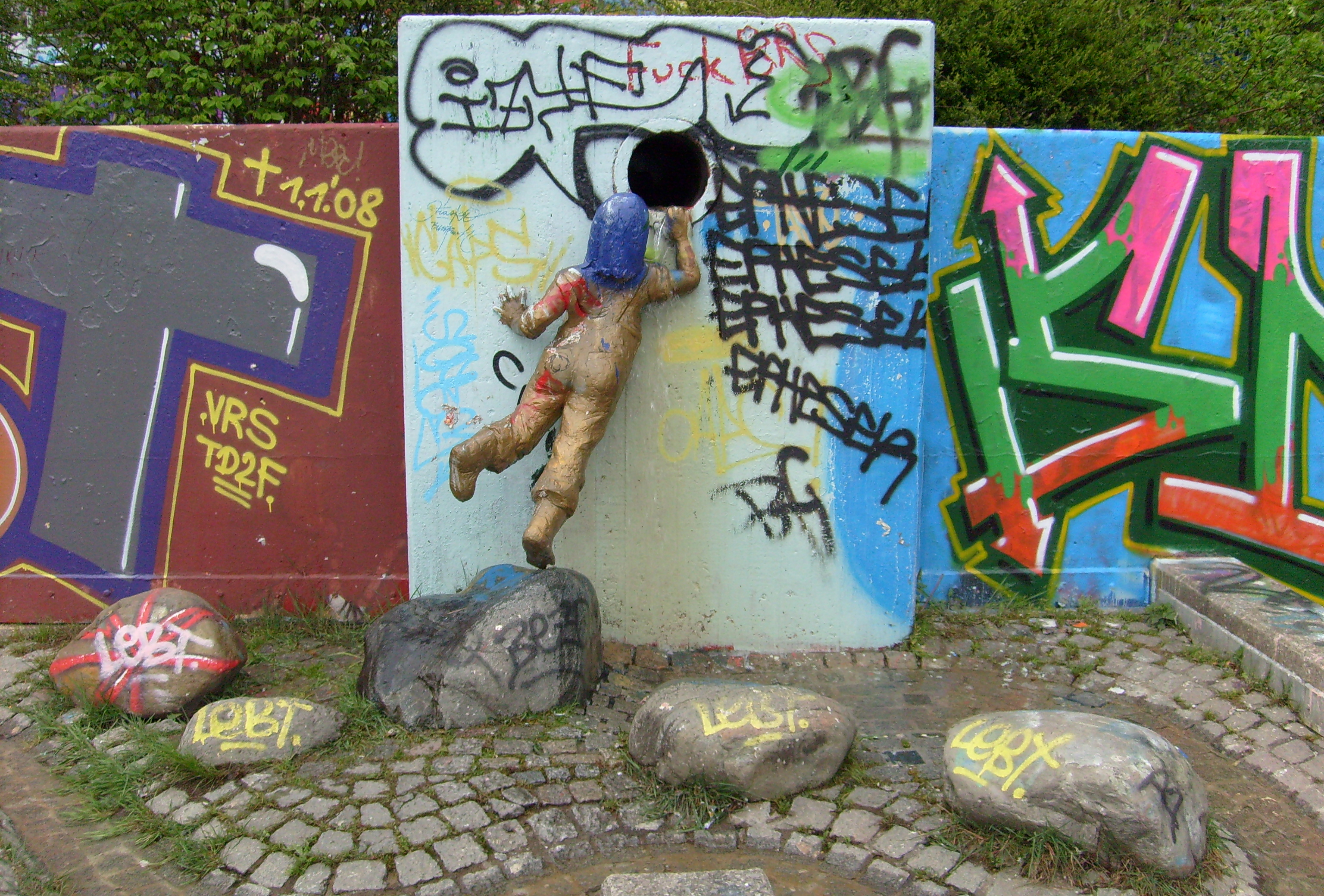
Spielbrunnen (Elberfeld)
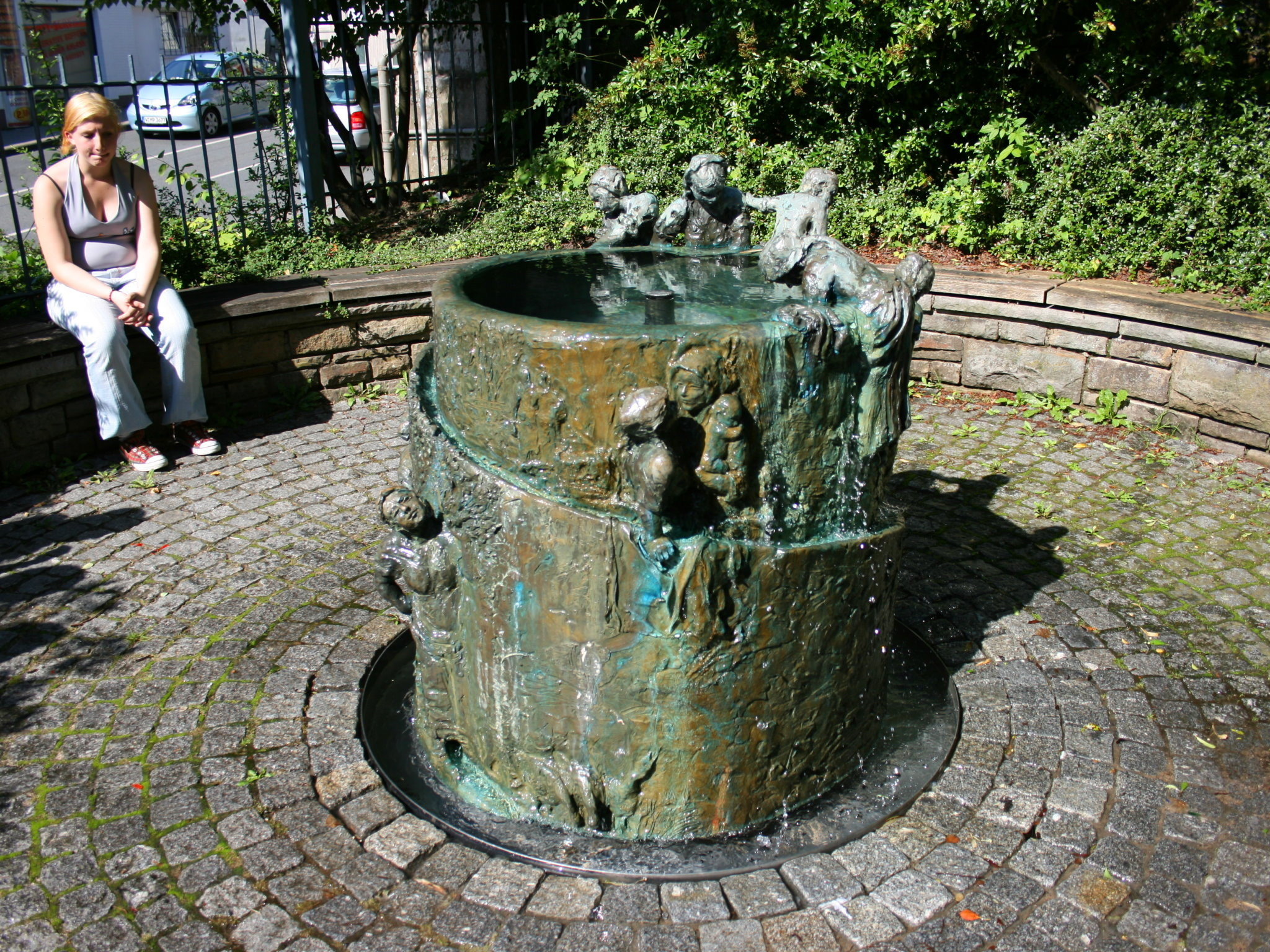
Brunnen am Langerfelder Markt
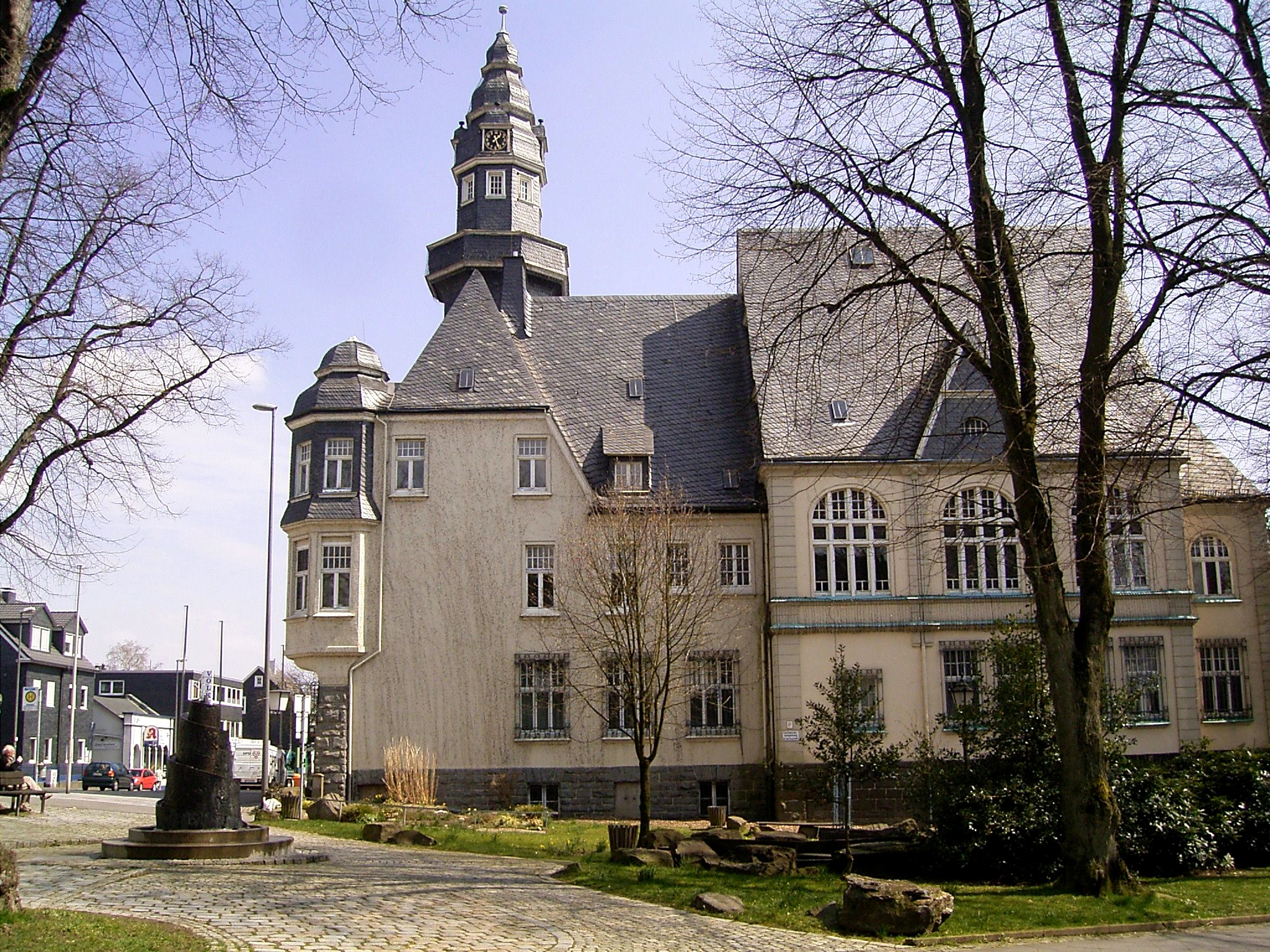
Bandwirkerbrunnen vor Rathaus Lüttringhausen
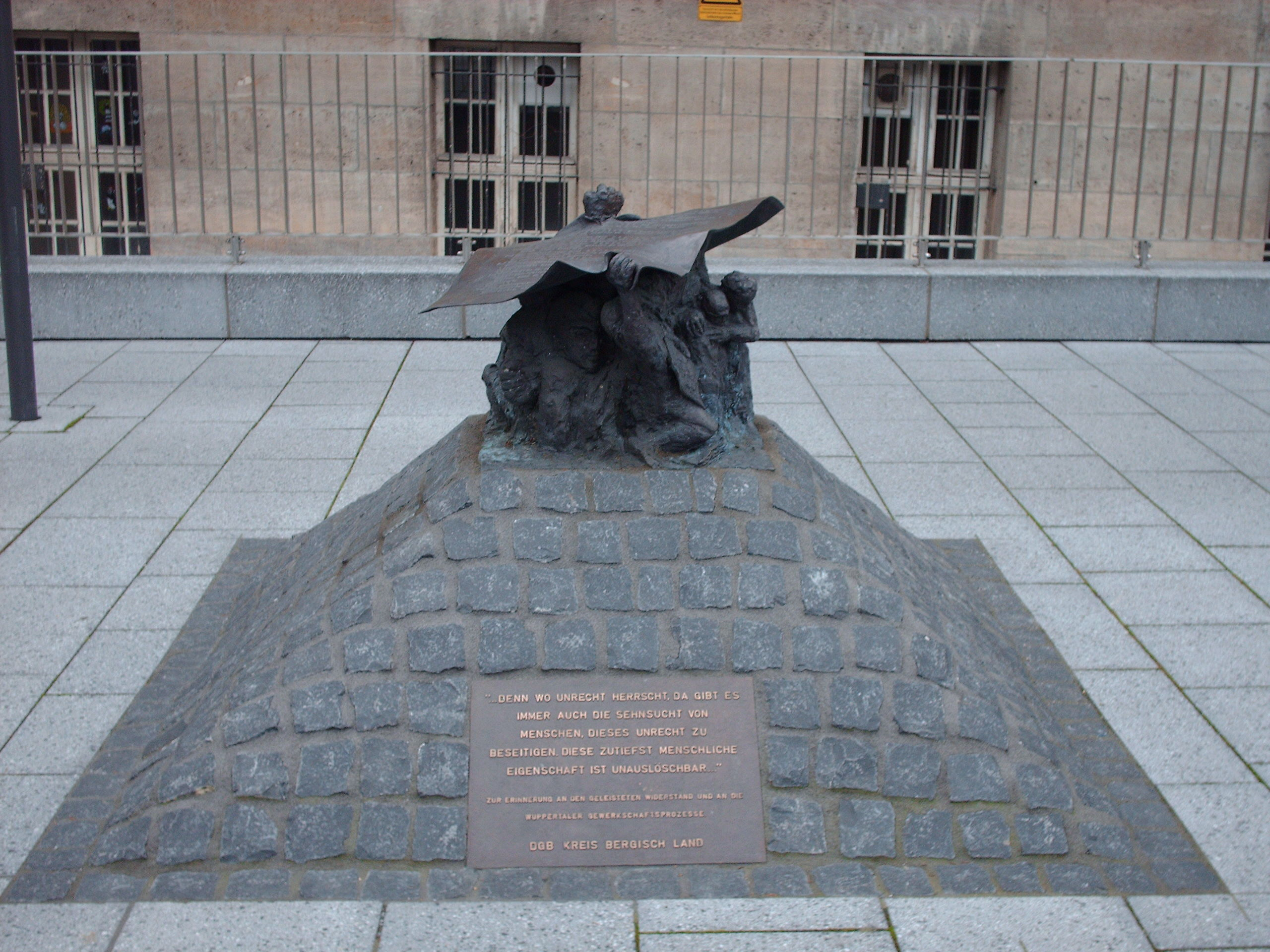
Mahnmal am Wuppertaler Landgericht